# Булдаково (Сеченовский район)
Булдако́во — деревня в Сеченовском районе Нижегородской области. Входит в состав Верхнеталызинского сельсовета.
Деревня располагается на левом берегу реки Пьяны.

## Население
| 2002 | 2010 |
| ---- | ---- |
| 243  | ↘199 |